# Malakal
Malakal (arab. ملكال) – miasto w północnej części Sudanu Południowego, nad Nilem Białym. W 2008 roku liczyło 114 528 mieszkańców. Jest stolicą stanu Nil Górny.

## Położenie
Miasto jest usytuowane w północnej części Sudanu Południowego, nad Nilem Białym. Położone jest około 40 km na południowy wschód od granicy z Sudanem. Od stolicy państwa, Dżuby, jest oddalone na północ o około 650 km.

## Charakterystyka
Malakal jest ośrodkiem administracyjnym stanu Górny Nil. Jest także ośrodkiem handlowym regionu rolniczego. W mieście znajduje się port lotniczy oraz laboratorium weterynaryjne.
Pod koniec listopada 2006 roku miała miejsce bitwa pod Malakal. Walki rozpoczęły się po zajęciu przez milicje sudańską schronu, mieszczącego się w miejscowym garnizonie. Ludowa Armia Wyzwolenia Sudanu (SPLA) odpowiedziała oblężeniem garnizonu, a następnie rozpoczęła szturm. Następnego dnia sudańskie wojsko powróciło w asyście czołgów, które rozpoczęły ostrzał południowej części miasta Malakal, powodując dużą liczbę ofiar wśród cywili. Według ONZ co najmniej 150 osób zginęło podczas starć między wojskami Sudanu a rebeliantami, natomiast od 400 do 500 osób zostało rannych. Zwłoki zabitych w czasie walk zanieczyściły część Nilu, utrudniając mieszkańcom dostęp do wody pitnej.
15 grudnia 2013 rozpoczęła się wojna domowa w Sudanie Południowym po nieudanym zamachu stanu. Był to konflikt wywołany pomiędzy członkami plemion Dinka i Nuerów. Podczas wojny wielu mieszkańców opuściło Malakal. Miasto było miejscem wzmożonych walk pomiędzy siłami rządowymi, a rebeliantami lojalnymi wobec poprzedniego wiceprezydenta, Rieka Machar. W ciągu miesiąca konflikt pochłonął ogółem ponad tysiąc ofiar. Malakal zostało zaatakowane trzy razy: w Boże Narodzenie, 14 stycznia i 18 lutego (już po podpisaniu porozumienia). 23 stycznia 2014 strony konfliktu zawarły porozumienie o zawieszeniu broni. Wciąż jednak dochodziło do walk. Celem rebeliantów było przejęcie kontroli nad bogatymi w złoża ropy terenami Górnego Nilu.

## Demografia
W 2008 roku populacja departamentu liczyła 114 528 mieszkańców. W porównaniu z 1983 rokiem rosła ona średnio o 4,97% rocznie.
|  |

## Galeria zdjęć

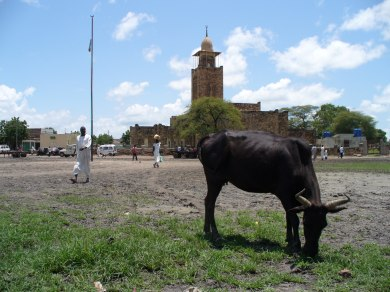
Plac centralny, w tle meczet
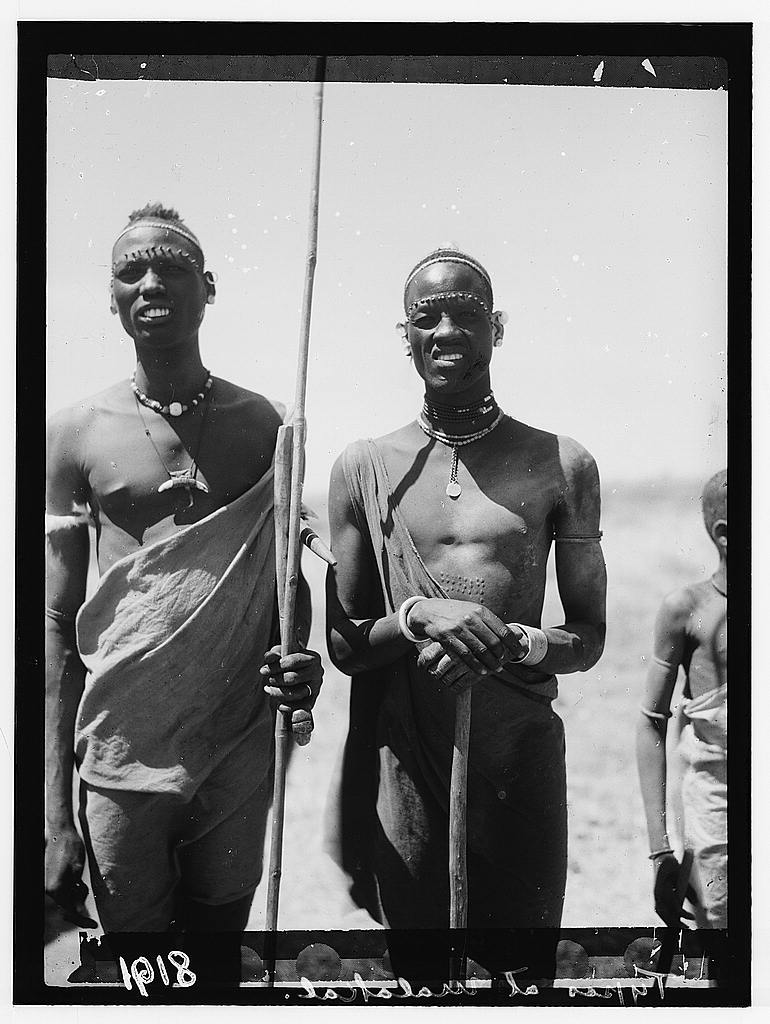
Mieszkańcy Malakal, 1936